# ジョナサン・ロドリゲス
ジョナサン・ロドリゲス（Jonathan Rodriguez、不明 - ）は、アメリカ合衆国の男性プロボクサー。プエルトリコ出身。元WBAインターコンチネンタルバンタム級王者。

## 経歴
プエルトリコ・サンフアン生まれで、8歳で家族と一緒にニューヨークに移住。約2年間暮らしたが、実父はアルコール依存症で虐待されたこともあった。学校にもなかなか行けず、食事も満足に取れずにホームレスシェルターに行ったこともあった。実母と兄とペンシルベニア州ベスレヘムに移ったが、貧しい生活は変わらずに友人に食べ物を分けてもらったりしていた。
12歳のときに現在もトレーナーを務めている元アマチュアボクサーのインディオ・ロドリゲス氏のボクシングジムを訪れる機会があり、インディオ・トレーナーと出会う。約2年間通った頃、一人で泣いていたジョナサンを偶然見かけたインディオ・トレーナーは話を聞き、ジョナサンの家庭環境を知る。インディオ・トレーナーはジョナサンの実母や兄と話し合い、引き取ることを決めた。本格的にボクシングを始め、2017年にアマチュアのペンシルベニア州王者に。2018年には全米王者となり、ユース五輪に出場した。
成人となる18歳の誕生日に「ほかに何も恩返しができないなと思って、名字を変えることで本当の家族になりたいと思った」とインディオ・トレーナーの名字をもらい、戸籍上の名前を変更。アマチュア58戦54勝4敗の戦績を残し、19歳だった2018年11月にプロデビューした。
2023年6月にWBC米国シルバー・バンタム級王座を獲得し、11月にＷＢＡインターコンチネンタル同級王座決定戦で、元WBA世界スーパーフライ級王者のカリッド・ヤファイに1回KO勝ち。2024年2月の前戦では、WBA世界バンタム級挑戦者決定戦で同じくアメリカ合衆国のアントニオ・バルガスに7回終了TKO負けした。

## 戦績

### プロボクシング
| プロボクシング 戦績 | プロボクシング 戦績 | プロボクシング 戦績 | プロボクシング 戦績 | プロボクシング 戦績 | プロボクシング 戦績 | プロボクシング 戦績 |
| ------------------- | ------------------- | ------------------- | ------------------- | ------------------- | ------------------- | ------------------- |
| 21 試合             | (T)KO               | 判定                | その他              | 引き分け            | 無効試合            |                     |
| 17 勝               | 7                   | 13                  | 0                   | 1                   | 0                   |                     |
| 3 敗                | 3                   | 0                   | 0                   | 1                   | 0                   |                     |

| 戦           | 日付           | 勝敗 | 時間    | 内容     | 対戦相手                     | 国籍           | 備考                                          |
| ------------ | -------------- | ---- | ------- | -------- | ---------------------------- | -------------- | --------------------------------------------- |
| 1            | 2018年11月16日 | ☆    | 5R      | 判定 3-0 | スティーブン・ロペス         | アメリカ合衆国 | プロデビュー戦                                |
| 2            | 2019年2月8日   | ☆    | 5R      | 判定 3-0 | ダラス・ホールデン           | アメリカ合衆国 |                                               |
| 3            | 2019年5月3日   | ☆    | 8R      | 判定 3-0 | ジェロッド・マイナー         | アメリカ合衆国 |                                               |
| 4            | 2019年6月1日   | ☆    | 3R 1:27 | KO       | ハジズ・セルフ               | メキシコ       |                                               |
| 5            | 2019年6月22日  | ☆    | 8R      | 判定 3-0 | ウーゴ・ロドリゲス           | アメリカ合衆国 |                                               |
| 6            | 2019年9月14日  | ☆    | 7R 1:02 | KO       | ケイリン・ウェイツ           | アメリカ合衆国 |                                               |
| 7            | 2019年10月26日 | ☆    | 5R 2:19 | TKO      | フリオ・ガルシア             | アメリカ合衆国 |                                               |
| 8            | 2020年2月8日   | ☆    | 10R     | 判定 3-0 | エドソン・エドゥアルド・ネリ | アメリカ合衆国 |                                               |
| 9            | 2020年9月12日  | ★    | 7R 1:50 | TKO      | マヌエル・フローレス         | フィリピン     |                                               |
| 10           | 2021年6月5日   | ☆    | 12R     | 判定 3-0 | セバスチャン・バルタザール   | アメリカ合衆国 |                                               |
| 11           | 2021年11月20日 | △    | 12R     | 判定 1-1 | ロベルト・プチェタ           | プエルトリコ   |                                               |
| 12           | 2022年3月11日  | ☆    | 12R     | 判定 3-0 | ホセ・フローレス・チャネス   | プエルトリコ   |                                               |
| 13           | 2022年9月23日  | ☆    | 12R     | 判定 3-0 | オスカー・バスケス           | フィリピン     |                                               |
| 14           | 2022年12月10日 | ☆    | 2R 1:51 | TKO      | ネスター・ロブレド           | メキシコ       |                                               |
| 15           | 2023年1月20日  | ☆    | 6R 2:05 | TKO      | アイラ・テリー               | アメリカ合衆国 |                                               |
| 16           | 2023年3月10日  | ☆    | 8R      | 判定 3-0 | ウィルナー・ソト             | コロンビア     |                                               |
| 17           | 2023年6月3日   | ☆    | 5R 2:22 | KO       | ブライアン・カナディ         | アメリカ合衆国 | WBCUSAバンタム級シルバー王座決定戦            |
| 18           | 2023年8月4日   | ☆    | 12R     | 判定 3-0 | マーヴィン・ソラノ           | ニカラグア     | WBCUSA防衛1                                   |
| 19           | 2023年11月18日 | ☆    | 1R 2:18 | KO       | カリッド・ヤファイ           | イギリス       | WBAインターコンチネンタルバンタム級王座決定戦 |
| 20           | 2024年2月24日  | ★    | 7R 終了 | TKO      | アントニオ・バルガス         | アメリカ合衆国 | WBA世界バンタム級挑戦者決定戦                 |
| 21           | 2024年7月20日  | ★    | 3R 1:49 | TKO      | 那須川天心                   | 日本           |                                               |
| テンプレート |                |      |         |          |                              |                |                                               |

## 獲得タイトル
- WBCUSAバンタム級シルバー王座
- WBAインターコンチネンタルバンタム級王座。